# Buchanania barberi
Buchanania barberi är en sumakväxtart som beskrevs av James Sykes Gamble. Buchanania barberi ingår i släktet Buchanania och familjen sumakväxter. Inga underarter finns listade i Catalogue of Life.